# Carne procesada

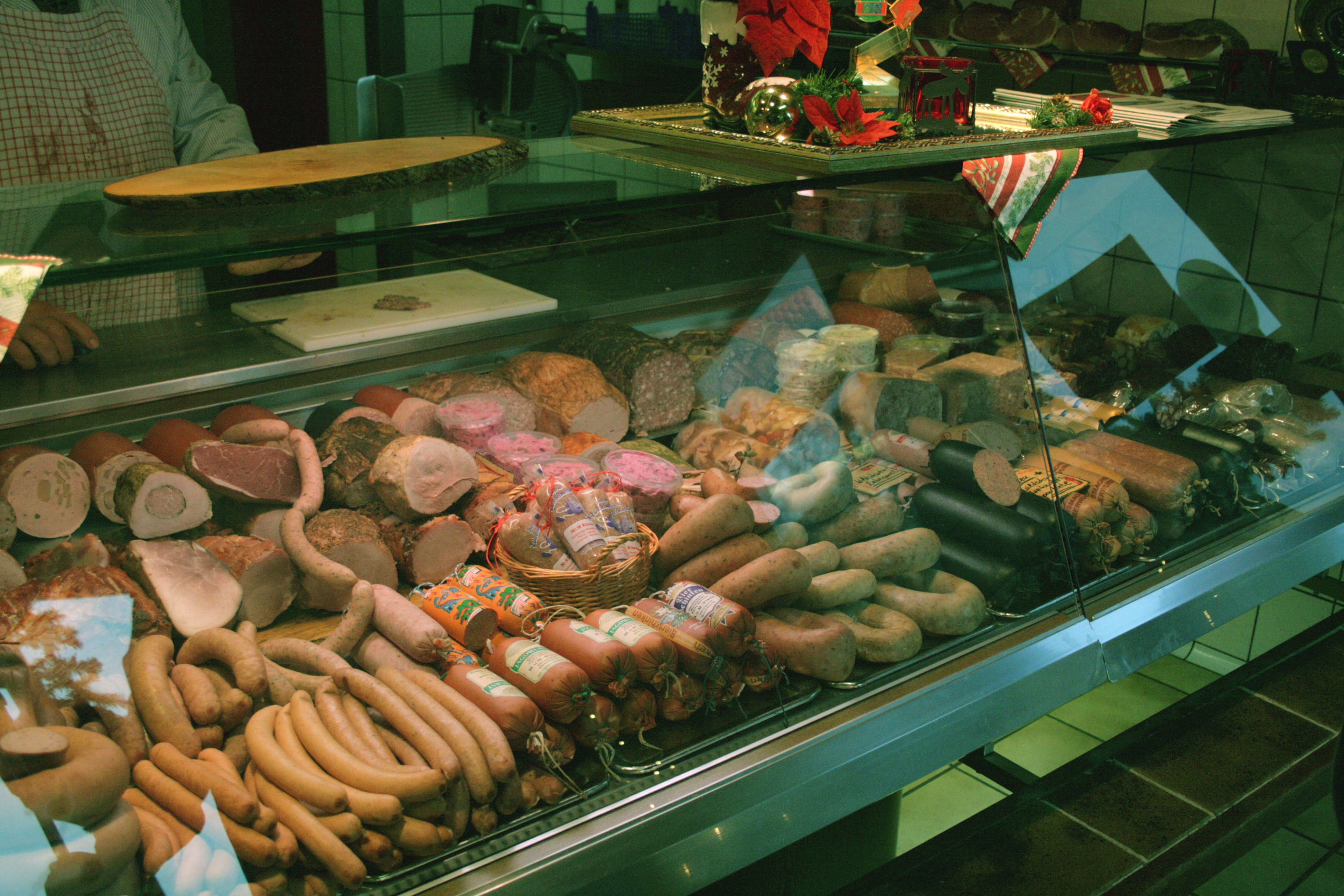
Mostrador con carne procesada a la venta.

La carne procesada es una carne o una mezcla de carnes o un producto esencialmente constituido de carne que ha padecido uno o varios procesos que han modificado su estado inicial (por ejemplo, con vistas a su conservación fuera de la cadena de frío, pero no solo por esta razón). 
La IARC, en 2015, ha definido la carne procesada como «carne que ha sido transformada por la salazón, el endurecimiento, la fermentación, el ahumado, u otros procesos para realzar su sabor o mejorar su conservación. Esto es, mayormente, los embutidos y las carnes picadas. Las carnes más procesadas contienen cerdo o vacuno, pero las carnes procesadas pueden también contener otras carnes rojas, la carne de ave, de vísceras o de subproductos tales como la sangre.
El ahumado y la salazón asociados o no al deshidratado son tres técnicas de transformación de la carne practicadas desde la prehistoria (asimismo para el pescado). Estas prácticas modifican el aspecto y el sabor de las carnes. 
El número de tipos de carnes procesadas puestas sobre el mercado o procesadas en el hogar varía según las culturas y las épocas. En ciertos países, puede haber centenares de productos diferentes a base de carne, cada uno con un nombre, un sabor y características propias, pero muchos de estos productos pueden ser reagrupados en algunas categorías que corresponden a uno o varios tipos de técnicas de transformación. 
Los perritos calientes (salchichas de Frankfurt), el jamón, las salchichas, el corned-beef, el biltong o la carne de vacuno secada así como las conservas de carne (patés...) y diversas preparaciones a base de carne y carnes en salsas son ejemplos de «carne procesada».

## Riesgos sanitarios
Además de los riesgos microbianos de tipo listeriosis, estafilococo o botulismo, las carnes rojas y más todavía las carnes procesadas son desde hace varias décadas consideradas como fuentes de riesgo sanitario individual y en términos de salud pública debido a sus efectos cardiovasculares y en términos del riesgo de desarrollar ciertos cánceres (del tubo digestivo). El riesgo de cáncer del pulmón. En el caso del cáncer del pulmón, dos tipos de cánceres ven aumentar su riesgo: el adenocarcinoma y el carcinoma espinocelular, pero no el carcinoma de células pequeñas. En cambio, un metaanálisis de Alexander et al. (2010) no concluye la existencia de una correlación lineal entre el consumo de carne roja (o procesada) y el riesgo de desarrollar un cáncer de próstata. Asimismo, según otro metaanálisis (de 2010), si existe un vínculo con el cáncer de seno (otro cáncer hormonal), no está  claro y debería todavía ser precisado, mejor explicado o mejor demostrado.
El riesgo incrementado de cáncer es al menos en parte ligado a la producción de benzopireno o de aminas heterocíclicas (HCA) durante la cocción de las carnes. Estas aminas son productos de la pirólisis que se forman durante ciertos procesos de cocido (de la carne roja, de la carne procesada o del pescado). Estos son potentes agentes mutagénicos o cancerígenos, frecuentemente encontrados en dosis significativas en las carnes procesadas cocidas.
Además, se ha observado que -de manera general- «los consumidores de carne tienen un índice de masa corporal y una ganancia de peso más elevada que los vegetarianos». La carne roja está asociada al riesgo de cáncer del estómago, de cáncer del páncreas (al igual que la carne roja en el hombre, pero no en la mujer), y de cáncer colorectal incluso no procesada, pero ciertos modos de procesamiento agravan este riesgo.··
Los riesgos de salud son a matizar según el contexto social y geográfico: Ciertos procesamientos de las carnes permiten conservarlas o transportarlas más fácilmente, en países o contextos donde la cadena de frío puede difícilmente existir o ser fiable, permitiendo a algunos individuos (marineros de grandes distancias, por ejemplo) y a poblaciones aisladas beneficiarse de una mayor cantidad de proteínas animales todo o la mayor parte del año, pero alterando ciertas propiedades de las carnes y aumentando ciertos riesgos para la salud (el consumo de carnes procesadas ha sido sobre todo asociada a un riesgo incrementado de diabetes de tipo 2·· y una correlación lineal ha sido establecida con el riesgo de hipertensión arterial. La OMS inicialmente recomendó limitar el consumo de carne roja o de ciertas carnes procesadas, después ha clasificado recientemente las carnes procesadas en la categoría de los productos más cancerígenos (categoría 1), junto con el tabaco.
Un doble riesgo (cardiovascular-cáncer) es todavía más claro en los consumidores de «carne procesada» en comparación a los que consumen más bien carne roja pero no procesada.
En Europa, los contenidos de los alimentos tienen que ser teóricamente trazables de la horquilla al tenedor, lo que es a veces difícil para las carnes procesadas. Es ahora posible identificar las especies de animales presentes en la carne vía un análisis genético  o de ARN mitocondrial o detectar la presencia de proteínas de soja en la carne procesada.
Algunas técnicas de biología molecular pueden también ser utilizadas para permitir probar la presencia de cerdo en una carne modificada o procesada que supuestamente no debería contener.
El riesgo de la presencia de un prion patógeno es igualmente potencialmente más elevado y puede ser difícil de detectar en la carne procesada compuesta (que incluye vísceras y otros subproductos a veces salidos o accidentalmente salidos del sistema nervioso de un animal víctima de un prion). El carácter patógeno de tales priones puede ser inhibido por un tratamiento de la carne bajo ultra-alta presión.

## Riesgos dietéticos
Un estudio sobre la calidad dietética de irlandeses e irlandesas adultas (fuera del periodo de gestación o de lactancia para las mujeres) ha concluido una correlación entre un consumo más importante de carnes procesadas y una dieta alejada de las recomendaciones dietéticas. Los autores concluyen que este hecho puede inducir sesgos en ciertos estudios epidemiológicos y que tendría que ser tomado mejor en cuenta.